# アルバロ・フェルナンデス
アルバロ・フェルナンデス（Álvaro Fernández, 1985年10月11日 - ）は、ウルグアイ・モンテビデオ出身のサッカー選手。ランプラ・ジュニオルス所属。ポジションはミッドフィールダー。

## 経歴
2009年4月にウルグアイ代表デビュー。2010 FIFAワールドカップでは4試合に出場、ベスト4となった。2012年までに12試合に出場した。

## 所属クラブ
- ウルグアイ・モンテビデオFC（スペイン語版）2005-2006
- CAアテナス 2006-2007
- モンテビデオ・ワンダラーズFC 2007-2008
- プエブラFC 2008
- ナシオナル・モンテビデオ 2009-2010

→ ヴィトーリアFC 2009 (loan)
→ ウニベルシダ・デ・チレ 2010 (loan)
- シアトル・サウンダーズFC 2010-2012
- シカゴ・ファイアー 2012-2014

→ アル・ラーヤンSC 2013 (loan)
→ ナシオナル・モンテビデオ 2013 (loan)
→ クラブ・デ・ヒムナシア・イ・エスグリマ・ラ・プラタ 2014 (loan)
- クラブ・デ・ヒムナシア・イ・エスグリマ・ラ・プラタ 2014-2016
- シアトル・サウンダーズFC 2016-2017
- CAサン・マルティン・デ・サン・フアン 2017-2018
- サン・マルティン・デ・トゥクマン 2018-2019
- ランプラ・ジュニオルス 2019-

## 代表歴

### 出場大会
- ウルグアイ代表
  - 2010 FIFAワールドカップ

### 試合数
- 国際Aマッチ 12試合 0得点（2009年-2012年）[1]

| ウルグアイ代表 | 国際Aマッチ | 国際Aマッチ |
| 年             | 出場        | 得点        |
| -------------- | ----------- | ----------- |
| 2009           | 7           | 0           |
| 2010           | 4           | 0           |
| 2011           | 0           | 0           |
| 2012           | 1           | 0           |
| 通算           | 12          | 0           |